# Athos Dimoulas
Áthos Dimoulás (en griego: Άθως Δημουλάς) (Atenas, Grecia, 1921-1985) fue un poeta griego galardonado con varios premios. Estudió ingeniería civil en la Universidad Nacional Técnica de Atenas y en el extranjero (Bélgica, Inglaterra y Francia) y trabajó en los ferrocarriles estatales helénicos (SEK) 1944 a 1972. Su colección de poemas Άλλοτε και αλλού obtuvo el Premio Estatal de Poesía en 1967.

## Obras
- Ποιήματα (Poemas), 1951
- Νέα Ποιήματα (Nuevos Poemas), 1951
- Σονέττα (Sonetos), 1953
- Χωρίς τίτλο (Sin título), 1956
- Ορφεύς (Orfeo), 1958
- Ένδον (Interior), 1960
- Αυτή η πραγματικότητα και η άλλη (Esta realidad y la otra), 1961
- Περί μνήμης (Sobre la Poesía), 1964
- Άλλοτε και αλλού (En cualquier momento y lugar), 1966
- Ο αγρός της τύχης (El campo de la fortuna), 1972
- Η μοίρα των πεπρωμένων (La moira de los destinos), 1979